# Eruzione del Vesuvio del 1929
L'eruzione del Vesuvio del 1929 ebbe luogo tra il 4 e il 10 giugno e interessò numerosi villaggi sui fianchi del vulcano.

## Evento eruttivo
L'eruzione fu di tipo misto, cioè sia esplosiva che effusiva. Dopo l'eruzione del 1906 il Vesuvio era stato in quiete fino al 1913. Nel maggio dello stesso anno iniziò un'attività intracraterica che portò alla formazione di un conetto di scorie che crebbe fino a superare nel 1928 l'orlo del cratere. L'attività ebbe inizio ben prima del 3 giugno, fu infatti preceduta da due mesi di attività esplosiva presso il cratere con forti boati interni cui seguì un'improvvisa diminuzione di tale evento. In seguito, appena prima dell'avvio dell'eruzione, vi fu una crescente attività sismica e nuove forti esplosioni. L'eruzione ebbe inizio con la fratturazione del conetto e la conseguente fuoriuscita di lava molto fluida che si riversò verso Est. Dopo aver attraversato la Valle dell'Inferno la colata si divise in due rami che si diressero parallelamente verso l'abitato di Terzigno. Nel frattempo una forte attività di fontane di lava aveva portato alla distruzione del conetto e contribuì all'alimentazione delle colate laviche che raggiunsero gli abitati di Avini di Terzigno e Pagani seppellendone le abitazioni.
In seguito ad una seconda fontana di lava l'attività cessò, ciò fece sperare invano gli abitanti, difatti riprese vigorosamente poco dopo. Il 5 giugno l'attività esplosiva aumentò ulteriormente e scagliò in cielo una colonna di cenere e lapilli alta circa 4 000 metri che ricaddero sul territorio circostante. Nei giorni successivi l'attività andò via via scemando e ricostituì in parte il conetto di scorie. Il direttore dell'Osservatorio Vesuviano Alessandro Malladra si recò sul cratere per verificare le variazioni morfologiche avvenute.
L'eruzione distrusse 54 case e 80 ettari di boschi, campi e vigneti. L'attività sismica fu registrata dall'Osservatorio Vesuviano con l'ortosismografo Alfani ed il bipendolo Agamennone.